# جون مور (مجدف)
جون مور (بالإنجليزية: John Moore)‏ هو مجدف أمريكي، ولد في 31 يوليو 1964 في نيويورك في الولايات المتحدة.

## وصلات خارجية
- جون مور على موقع الاتحاد الدولي للتجديف (الإنجليزية)
- جون مور على موقع اللجنة الأولمبية الدولية (الإنجليزية)
- جون مور على موقع أوليمبيديا (الإنجليزية)